# Kutsenits City LE
De Kutsenits City LE of Kutsenits City LE 12,4  is een serie stadsbussen met lage instap van de Oostenrijkse busbouwer Kutsenits Busconstruction. De bus is leverbaar op basis van verschillende chassistypes en is de grote versie van de Kutsenits City. Naast de stadsdienstvariant bestaat er ook een streekdienstvariant die bijna gelijk is aan de stadsdienstvariant. Deze heet de Kutsenits Intercity LE. 

## Inzet
In Nederland komt dit type bus niet voor. Maar wel in onder andere Oostenrijk en Oekraïne.

## Verwante types
- Kutsenits City; Minibusversie van de City LE
- Kutsenits Hydra City; Hydraulische midibusversie
- Kutsenits Intercity LE; Streekversie van de City LE